# Transworld
Transworld Skateboarding est un magazine américain relatif au skateboard. Il est fondé en 1983 en réaction à certains articles du magazine Thrasher, véhiculant apparemment une image malsaine de la discipline.
Il est dirigé par Skin Phillips (rédacteur en chef), Eric Stricker (éditeur) et Carleton Curtis (chef d'édition).
Chaque année, généralement en juillet, le magazine décerne ses récompenses. Parmi celles-ci, le meilleur skateur de l'année (Street Skater of the Year), le choix des lecteurs (Reader Choice), le meilleur débutant (Rookie of the Year) ou le meilleur skateur de rampe (Best Vert Skater).

## Vidéos
Le magazine a sorti une série de vidéos. Dans l'ordre chronologique :
1. Uno (1996)
2. 4 Wheel Drive (1996)
3. Greatest Hits (1997)
4. Cinematographer (1997)
5. Interface (1997)
6. The Sixth Sense (1998)
7. Transmission 7 (1999)
8. Feedback (1999)
9. The Reason (1999)
10. Modus Operandi (2000)
11. i.e. (2000)
12. Sight Unseen (2001)
13. In Bloom (2002)
14. inconnue
15. Free Your Mind (2003)
16. Are You Alright?
17. Subtleties
18. First Love (2005)
19. A Time To Shine (2006)
20. Let's Do This (2007)
21. And Now (2008)
22. Hallelujah (2010)
23. Not Another Transworld Video (2011)
24. The Cinematographer Project (2012)
25. Perpetual Motion (2013)
26. Outliers (2014)

En outre, Transworld Skateboarding a sorti quelques vidéos hors-série :
- Trick Tips
- Starting Point 1, 2, & 3
- The Dreams of Children (1994)
- Anthology (2000)
- Videoradio (2001)
- Show Me the Way (2004)